# Ittys latipenis
Ittys latipenis är en stekelart som beskrevs av Lin 1994. Ittys latipenis ingår i släktet Ittys och familjen hårstrimsteklar. Inga underarter finns listade i Catalogue of Life.